# Стамболийски (город)
Стамболи́йски (болг. Стамболийски) — город в Болгарии, на правом берегу реки Марица, к западу от Пловдива. Административный центр общины Стамболийски Пловдивской области.

## История

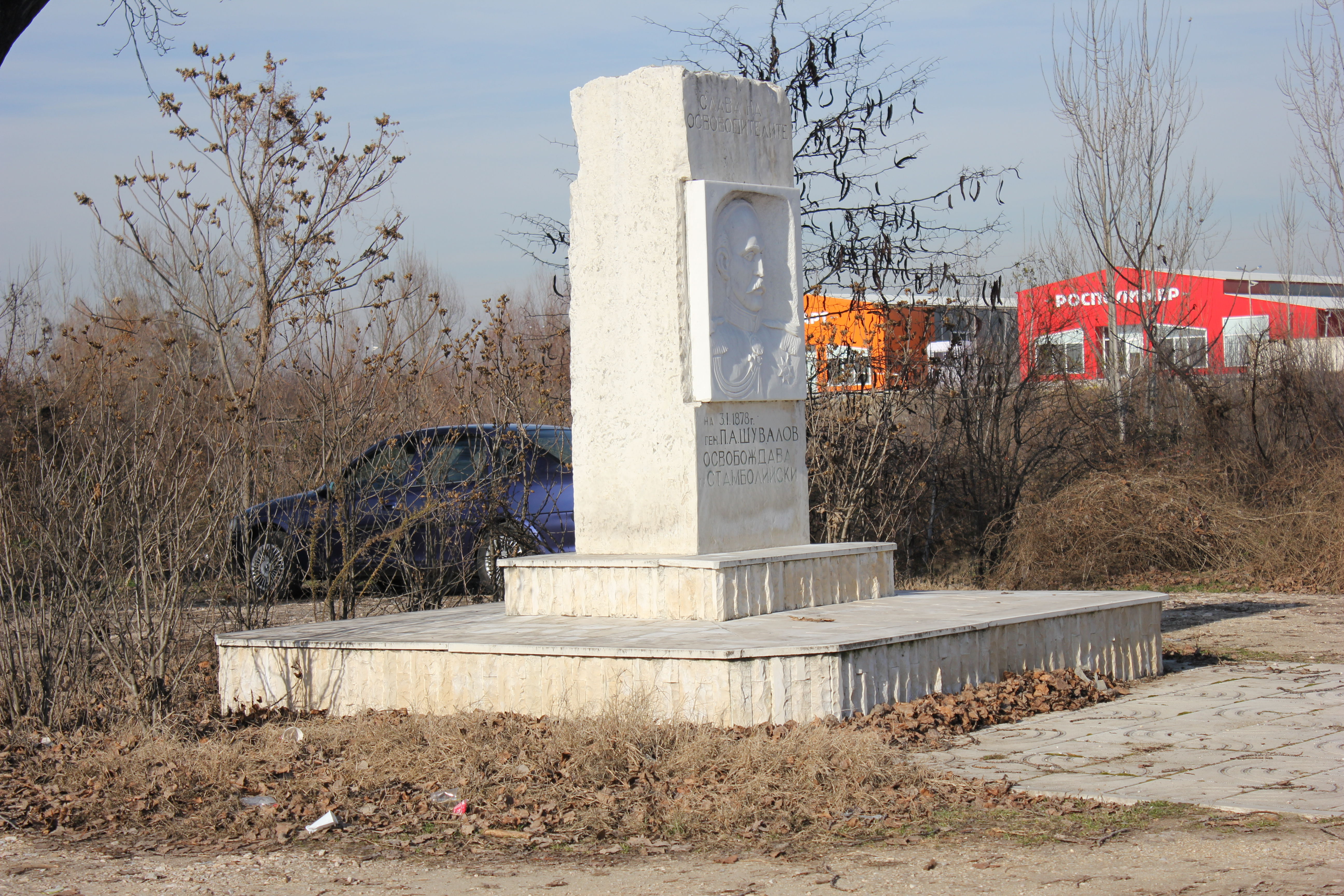
Памятник генералу П. А. Шувалову, который в 1878 освободил город (тогда Гара Кричим)

В ходе русско-турецкой войны 2 (14) января 1878 года у села Адакёй (Адакьой, ныне городской район Полатово) через Марицу переправились русские войска под командованием генерал-адъютанта П. А. Шувалова и южнее села Адакёй 3 (15) января произошла битва при Каратаир, относящаяся к первым дням битвы при Пловдиве.

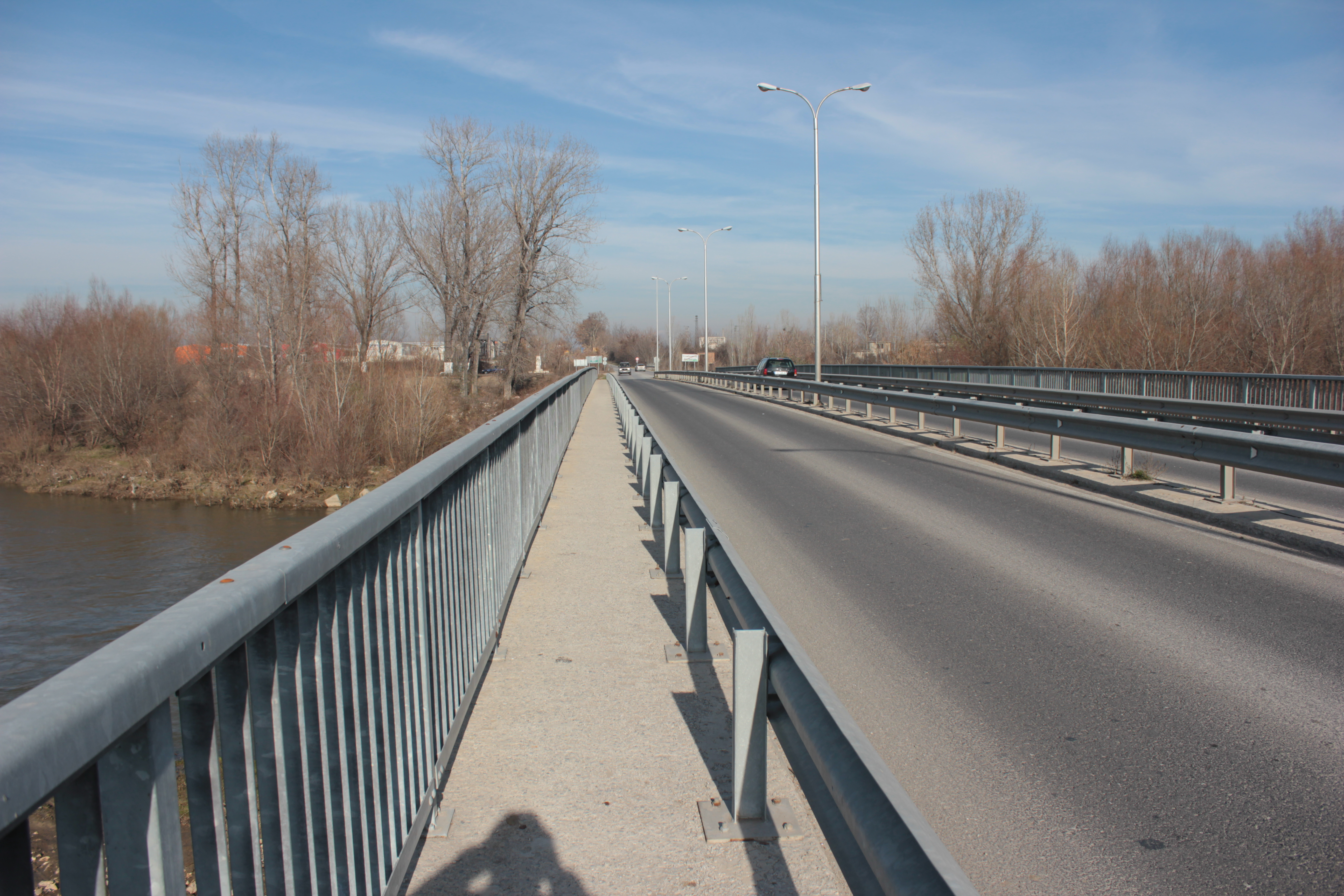
Мост над рекой Марица у города Стамболийски

В 1952 году построен целлюлозно-картонный комбинат.

## Политическая ситуация
Кмет (мэр) общины Стамболийски — Иван Илиев Атанасов Земледельческий народный союз (ЗНС)) по результатам выборов в правление общины.

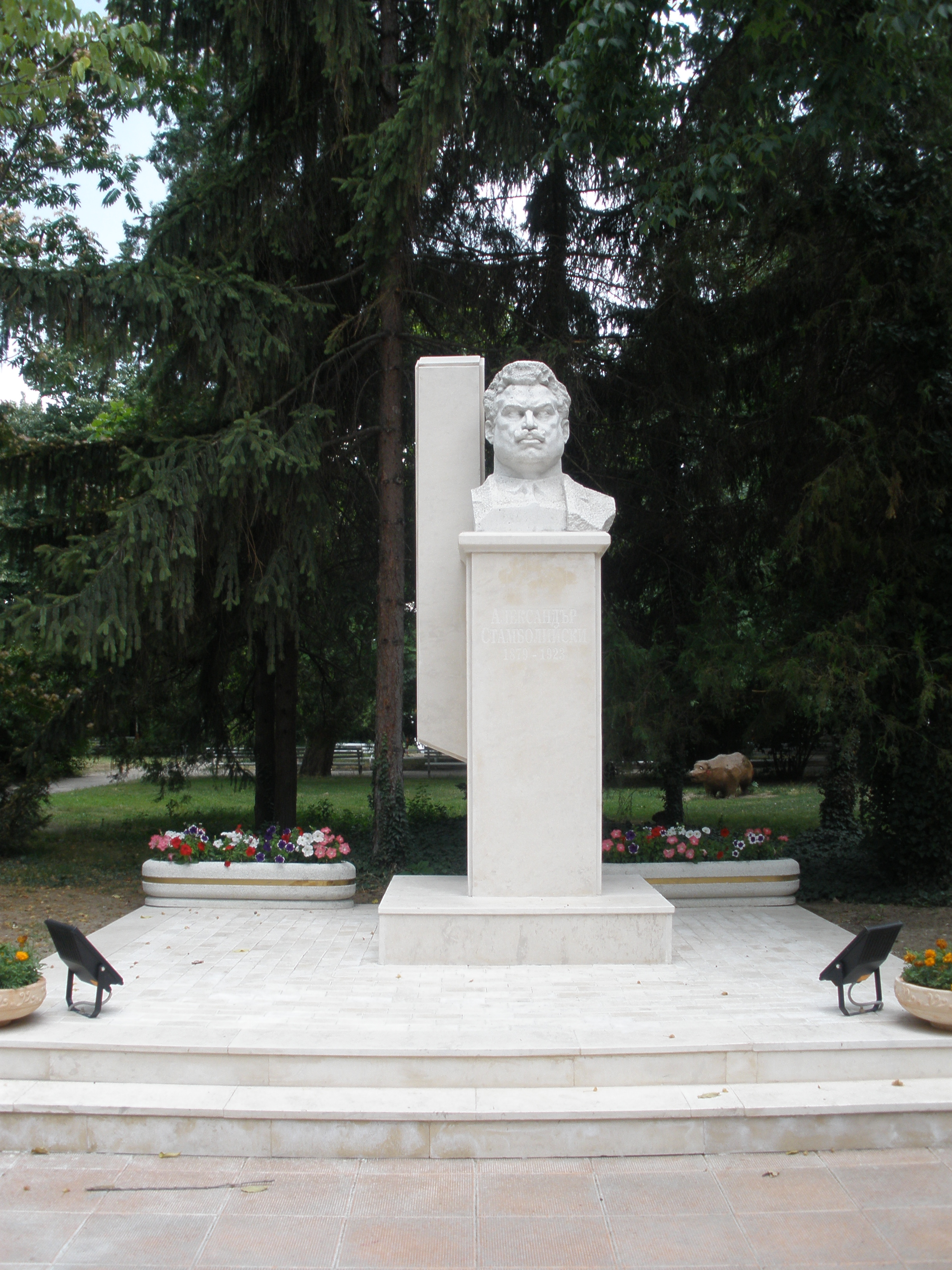
Монумент Александру Стамболийски в городе